# Vertikale Transmission
Die vertikale Transmission bezeichnet die Übertragung von Endosymbionten, von Krankheitserregern oder auch nur von genetischem Material von einem Vorfahren auf einen Nachkommen.

## Eigenschaften

### Vertikaler Gentransfer
Die vertikale Transmission bezeichnet unter anderem eine Weitergabe genetischen Materials an Nachkommen (Vertikaler Gentransfer), darunter z. B. die Weitergabe von Chromosomen, die Gendefekte aufweisen. Bei Bakterien wird die Vererbung von DNA an Nachkommen als vertikale Transmission bezeichnet, z. B. von Plasmiden. Im Gegensatz zur vertikalen Transmission bezeichnet der horizontale Transmission eine Weitergabe an Organismen, die nicht Vorfahren oder Nachkommen sind. Über beide Mechanismen werden eventuelle Symbionten weitergegeben.

### Vertikale Infektion
Die vertikale Transmission von Infektionserregern umfasst unter anderem die Übertragung von Pathogenen von der Mutter zum Kind während der Schwangerschaft (präpartal), beim Geburtsvorgang (peripartal) oder nach der Geburt (postpartal). Dabei entstehen in 1 bis 1,5 % der Neugeborenen Infektionskrankheiten.